# Artūras Žulpa
Artūras Žulpa (* 10. Juni 1990 in Vilnius) ist ein litauischer Fußballspieler.

## Karriere
Artūras Žulpa begann seine Karriere 2007 beim litauischen Verein FC Vilnius, wo er bis 2008 spielte. Von 2009 bis 2010 lief der Mittelfeldspieler für den FBK Kaunas auf. Nach zwei weiteren Stationen in Litauen wurde er 2015 vom FK Aqtöbe aus Kasachstan unter Vertrag genommen. 2016 wechselte der Mittelfeldspieler zum Ligarivalen Tobol Qostanai.